# سیاست آب در حوضه آبریز رود اردن
سیاست آبی در حوضه آبریز رود اردن به مسائل سیاسی آب در حوضه آبریز رود اردن، از جمله ادعاهای رقیب و استفاده از آب، و مسائل مربوط به حقوق ساحلی آب‌های سطحی در امتداد رودخانه‌های فراملی، و همچنین در دسترس بودن و استفاده از آب‌های زیرزمینی اشاره دارد. منابع آب در منطقه کمیاب است و این مسائل مستقیماً بر پنج بخش سیاسی (اسرائیل، کرانه باختری، لبنان، سوریه و اردن) واقع در داخل و هم‌مرز حوضه که از زمان فروپاشی، واحد کنترل‌کننده سابق، امپراتوری عثمانی در طول جنگ جهانی اول، ایجاد شده‌اند، تأثیر می‌گذارد.
حوضه رود اردن و آب آن از موضوعات اصلی درگیری اعراب و اسرائیل (از جمله درگیری اسرائیل و فلسطین) و همچنین جنگ داخلی اخیر سوریه هستند. رودخانه اردن ۲۵۱ کیلومتر (۱۵۶ مایل) طولانی است و در بیشتر مسافت خود در ارتفاعات زیر سطح دریا جریان دارد. آب‌های آن از مناطق پر بارش در و نزدیک کوه‌های ضد لبنان در شمال سرچشمه می‌گیرد و از دریای جلیل و دره رود اردن می‌گذرد و در ارتفاع منفی ۴۰۰ متر در جنوب به دریای مرده ختم می‌شود.

## جغرافیای حوضه اردن
فرودست دریای طبریه، که ریزابه‌های اصلی در آن از شرق به دره اردن می‌ریزند، پایین دره به حدود ۱۵ مایل پهنا می‌یابد. مشخصه این منطقه تراس‌های آبرفتی یا ساحلی بالاتر به موازات رودخانه است. این منطقه به غور (یا غور) معروف است. این تراس‌ها به‌طور محلی توسط وادی‌های جانبی یا رودخانه‌هایی بریده شده‌اند که پیچ و خم دره‌ها را شکل می‌دهند که متناوب با تاج‌ها و برجستگی‌های تیز، با برج‌ها، قله‌ها و مورفولوژی سرزمین‌های بدخیم هستند.